# Христоріздвяна церква (Мещеряково)
Христоріздвя́на це́рква (Церква Різдва Христового) — недіюча церква в селі Мещеряково, Граховського району Удмуртії, Росія.
Прихід села Мещеряково був відкритий згідно з указом Казанської контори новохрещених справ. Церква була збудована і освячена в 1759 році в ім'я Різдва Христового. 19 листопада 1844 року в результаті пожежі храм згорів і єлабузький купець Федір Григорович Чернов за свої власні кошти почав будівництво в 1847 році нового кам'яного храму. Будівництво було закінчене 1851 року. В грудні 1937 року був заарештований останній священик церкви, після чого вона була закрита.